# Johann Nepomuk Hermann Nast

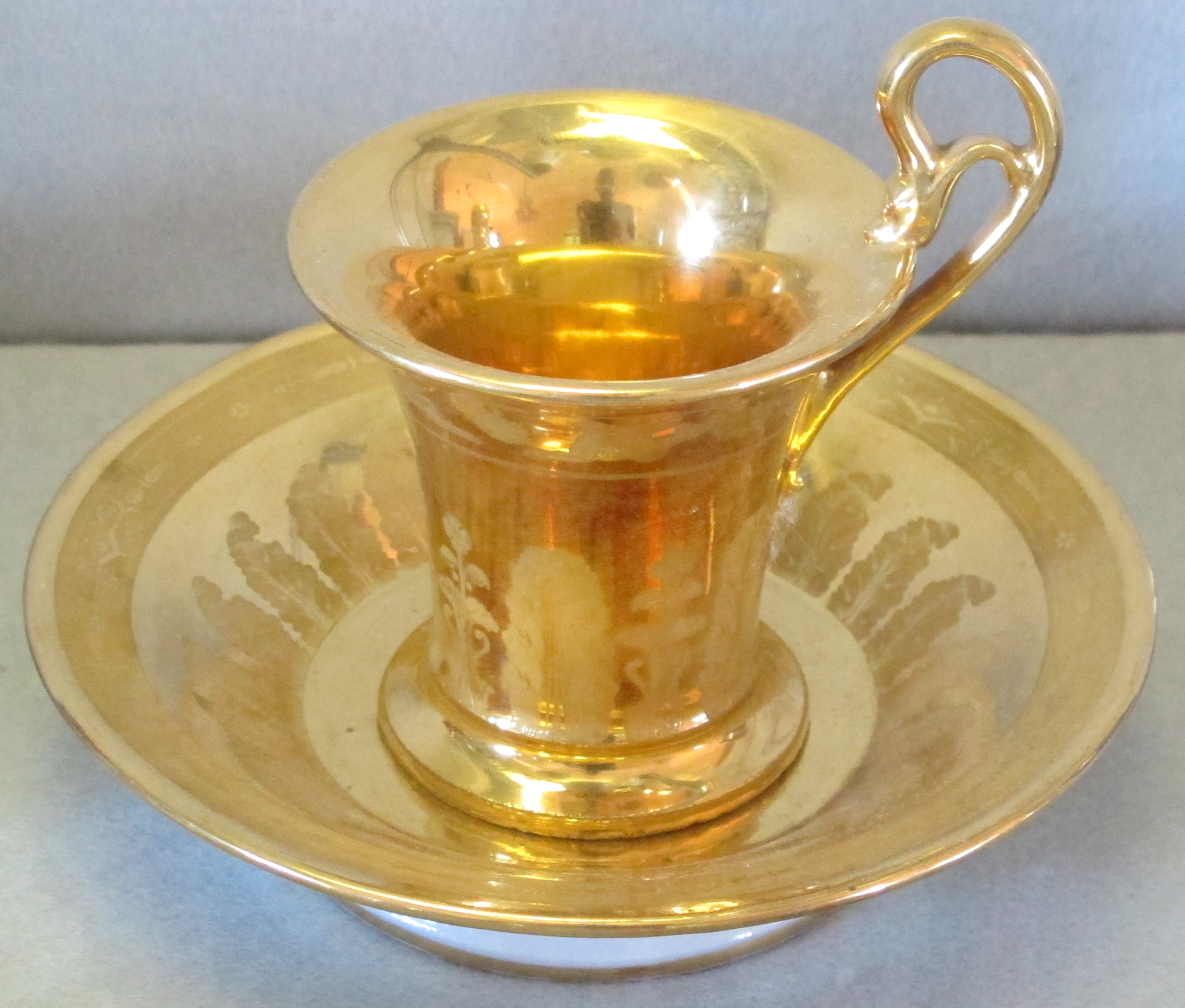
Tasse in Goldoptik im Porzellanmuseum Florenz

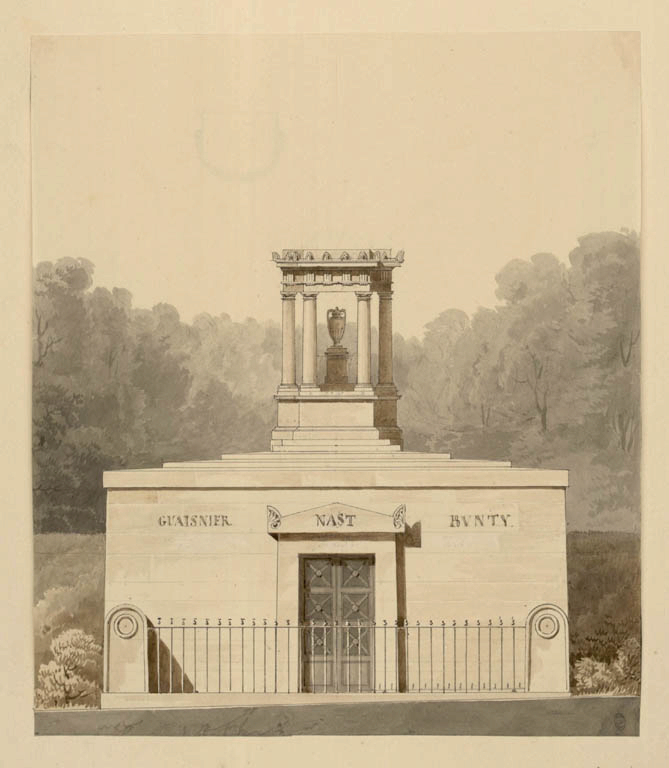
Nasts Grabmal

Johann Nepomuk Hermann Nast (* 13. Mai 1754 in Radkersburg; † 13. oder 15. März 1817 in Paris) war ein Porzellanhersteller.

## Leben
Der gebürtige Steiermärker Nast kam 1778 nach Frankreich und arbeitete zunächst in Vincennes in der Produktion von Hartporzellan. Ab 1780 war er bei Hannong in Saint-Denis tätig und 1782 kaufte er die Porzellanmanufaktur von Pierre Lamaire oder Lemaire in Paris und machte sich selbstständig. Wenige Jahre später verlegte er deren Standort von der Rue Popincourt in die Rue des Amandiers. Im Jahr 1789 heiratete er die Bäckerstochter Edmée Lecoutre, mit der er zwei Söhne bekam. Nasts Ehefrau starb 1810.
Nasts Manufaktur wurde nach seinem Tod von seinen Söhnen Henri Jean und Jean François weitergeführt, ab 1831 allein vom älteren Sohn Henri Jean, und 1835 verkauft.
Nast wurde auf dem Pariser Friedhof Père-Lachaise bestattet; das Grabmal wurde von Jakob Ignaz Hittorff entworfen.

## Porzellanmanufaktur
1810 erhielt Nast ein auf zehn Jahre befristetes Patent für seine Methode, reliefartige Ornamente auf gebranntem und ungebranntem Porzellan anzubringen. 1819, bereits nach dem Tod des Firmengründers also, erhielten dessen Söhne eine Goldmedaille für eine reliefverzierte dreiteilige Vase, die mit dieser patentierten Modelmethode und in Zusammenarbeit mit renommierten Chemikern hergestellt worden war. Schon bei der Entwicklung von farbigem Porzellan hatte Nast auf chemische Forschungen zurückgegriffen, die in seinem eigenen Labor durchgeführt wurden. Zu nennen ist hier Louis Nicolas Vauquelin.
Nast ließ seine Produkte mit dem roten Schriftzug „Nast“ kenntlich machen.
W. W. Prášil bescheinigte ihm „hellen Verstand und rastlosen Fleiss“, die ihn zu einem der führenden Porzellanfabrikanten Frankreichs gemacht hätten. Seine Firma gewann auch Staatsoberhäupter als Kunden. Louis XVIII. kaufte Henkelvasen der Firma Nast, als diese noch nicht zu den offiziellen Hoflieferanten gehörte. Der Grund war die Begeisterung des Königs darüber, dass Nast, im Gegensatz etwa zu seiner prominenten Konkurrenz in Sèvres, komplette Porzellangefäße in Metalloptik herzustellen verstand und nicht einmal bei den Henkeln auf vergoldete Bronze zurückgreifen musste. Zu dem Erfolg der Firma trug außerdem die Tatsache bei, dass Nast hervorragende Dekormaler beschäftigte, darunter die Brüder Darte und Jean-Pierre Feuillet, ferner Louis Pierre Schilt, Camille Flers und Louis Nicolas Cabat. Modelleure bei Nast waren unter anderem Pajou und J. P. B. Klagmann.
Zu Nasts Zuarbeitern gehörte auch der Pariser Uhrmacher Angevin, der ihn mit Uhrwerken und Ziffernblättern für Porzellanuhren belieferte, zu seinen Kunden US-Präsident James Madison, dessen Bestellung es zu verdanken ist, dass das Weiße Haus ein Service aus Nasts Produktion besitzt.